# Kenchaganahalli, Pavagada
Kenchaganahalli là một làng thuộc tehsil Pavagada, huyện Tumkur, bang Karnataka, Ấn Độ.